# Leptochilus autumnus
Leptochilus autumnus är en stekelart som beskrevs av Parker 1966. Leptochilus autumnus ingår i släktet Leptochilus och familjen Eumenidae. Inga underarter finns listade i Catalogue of Life.